# 김대호 (1963년)
김대호(金大鎬, 1963년 8월 22일 ~ )는 대한민국의 전직 노동 운동가 출신으로 정치 평론가이다.

## 생애
김대호는 경상남도 삼천포시(현재의 경상남도 사천시) 출신으로 문선초등학교, 삼천포중학교, 진주고등학교를 졸업했다. 서울대학교 공과대학 금속공학과를 나온 이후에 인천 부평공단, 서울 구로공단에 입주한 중소기업에서 현장 노동자로 근무했으나 1988년 2월에 위장 취업 혐의로 구속되기도 했다. 1988년 5월에 징역 1년, 집행유예 2년을 선고받고 출소한 이후에 노동 운동가로 활동했고 1989년부터 박영진열사추모사업회 간사, 서울 구로독산지역노동조합연대모임 간사, 서울지역노동조합협의회 정책위원, 노동정책 잡지 《단결의 길》 편집장을 역임했다.
김대호는 1995년부터 2004년까지 대우자동차에서 엔지니어로 근무했으며 2004년에 대우자동차 기술연구소 기술연구부 차장으로 임명되었다. 2006년에 사회디자인연구소를 설립하고 중도주의 노선에 따른 저술가, 정치 평론가로 활동하는 한편 민주당 당원으로 활동했다. 또한 2010년대 초반에는 유종필 관악구청장 정책특보, 송영길 인천광역시장 경제사회특보를 역임하면서 민주당의 정책 개발 과정에 멘토 역할을 수행했다. 그러나 2010년대 초반에 진보주의 진영·운동권 출신 인사들과의 갈등을 빚었고 2013년 8월에 사회디자인연구소 홈페이지에 게재된 《민주당 탈당에 붙이는 비망록》을 통해 민주당에서 탈당했다. 2014년 2월에는 《동아일보》에 〈'쌍용차 해고자 복직' 판결은 잘못됐다〉라는 제목의 칼럼을 게재했다.
김대호는 2016년에 안철수가 창당한 국민의당에 합류했으나 2017년에 박근혜 대통령 탄핵과 문재인 대통령의 취임을 계기로 보수주의 진영으로 전향했다. 2019년 4월에는 합리적 보수주의와 중도주의를 포함하는 정치적 공동체를 표방한 단체인 플랫폼 자유와 공화의 상임운영위원장을 역임했고 2019년 9월에는 조국 사태를 계기로 조국문재인퇴진국민행동을 결성했다. 또한 고성국이 운영하는 유튜브 채널 《고성국TV》, 신혜식이 운영하는 유튜브 채널 《신의한수》, 정규재가 운영하는 유튜브 채널 《펜앤드마이크》 등에 출연하여 보수주의 인사와의 교류를 가졌다.
김대호는 2020년 2월에 미래통합당(현재의 국민의힘)에 입당하여 서울 관악구 갑 후보로 공천받았으나 "30대 후반에서 40대는 대한민국의 성장과 발전 과정을 모르는 세대입니다. 이들은 논리가 아닌 막연한 정서이며 거대한 무지와 착각을 갖고 있습니다.", "노인들은 나이가 들면 누구나 다 장애인이 됩니다."는 등의 세대 비하 발언으로 논란을 빚었다. 결국 김종인 미래통합당 총괄선거대책위원장은 2020년 4월 7일에 김대호를 미래통합당에서 제명할 것을 지시했다. 미래통합당 윤리위원회는 2020년 4월 8일에 당사자인 김대호의 직접적인 의견 소명 기회 없이 김대호의 제명안을 의결했다. 이에 따라 김대호는 미래통합당으로부터 국회의원 선거 후보 자격을 박탈당했다.
2020년 4월 9일에는 미래통합당 최고위원회가 미래통합당 윤리위원회의 결정을 승인했다. 이에 따라 중앙선거관리위원회는 2020년 4월 9일에 김대호의 미래통합당 후보 등록에 대해 정당 추천 후보자의 당적 이탈에 따라 무효 처리한다고 결정했다. 김대호는 미래통합당 윤리위원회의 결정에 반발하여 재심을 청구했으나 미래통합당 윤리위원회는 2020년 4월 10일에 김대호의 재심 청구를 기각했다. 김대호는 2020년 12월 29일에 2021년 서울특별시장 보궐선거 출마를 선언했고 2021년에 정규재가 창당한 보수주의 정당인 자유민주당(옛 이름 개혁자유연합)에 합류했다. 하지만 부산광역시장 후보로 등록했던 정규재와는 달리 김대호는 서울특별시장 후보로 등록하지 않았다.

## 저서
- 《대우자동차 하나 못 살리는 나라》 (2001년, 사회평론)
- 《한 386의 사상혁명》 (2004년, 시대정신)
- 《진보와 보수를 넘어 (정의와 공평의 반석 위에 코리아를 세워라!)》 (2007년, 백산서당)
- 《희망 한국 프로젝트 (공평국가와 차세대 정당론)》 (공동 저자: 김두수, 2007년, 백산서당)
- 《노무현 이후 (새 시대 플랫폼은 무엇인가)》 (2009년, 한걸음더)
- 《새우가 고래를 이기는 매니페스토 (영혼이 있는 선거 전략)》 (공동 저자: 정창교, 2010년, 경향애드컴)
- 《2013년 이후 (희망코리아 가는 길)》 (2011년, 백산서당)
- 《결혼불능세대 (투표하고, 연애하고, 결혼하라)》 (공동 저자: 윤범기, 2012년, 필로소픽)
- 《안철수를 생각한다 (프레시안 긴급 기획, '안철수 루트' 따라가 보기)》 (공동 저자: 강양구·김기협·김윤태·김영종 외, 2012년, 알렙)
- 《안철수의 생각을 생각한다 (안철수와 대한민국이 함께 사는 길)》 (공동 저자: 윤범기, 2012년, 필로소픽)
- 《간절하게 당당하게 (150만이 함께 꾸는 광주의 꿈)》 (공동 저자: 강운태, 2014년, 도서출판사랑방애드)
- 《노동의 미래》 (공동 저자: 고영선·김대환·김영배·김주영·박종훈·오석태·유길상·이원덕·이정식·황수경, 문우사, 2016년)
- 《386 OUT (386을 죽여야 청년이 산다)》 (공동 저자: 황선우, 2019년, 타임라인)
- 《7공화국이 온다 (김대호의 7공화국 플랫폼 디자인 방법론과 시안)》 (2020년, 타임라인)
- 《왜 7공화국인가 (김대호의 7공화국 플랫폼 디자인 방법론과 시안)》 (2020년, 타임라인)

## 역대 선거 결과
| 실시년도 | 선거  | 대수 | 직책     | 선거구         | 정당       | 득표수 | 득표율         | 순위 | 당락 | 비고      |
| -------- | ----- | ---- | -------- | -------------- | ---------- | ------ | -------------- | ---- | ---- | --------- |
| 2020년   | 총선  | 21대 | 국회의원 | 서울 관악구 갑 | 미래통합당 | 0표    | \| \| 0.00% \| | 없음 | 없음 | 등록 무효 |
|          | 0.00% |      |          |                |            |        |                |      |      |           |